# سیارک ۱۱۰۷۴
سیارک ۱۱۰۷۴ (به انگلیسی: 11074 Kuniwake، نامگذاری:1992SC1) یازده هزار و هفتاد و چهارمین سیارک کشف شده‌است که در ۲۳ سپتامبر ۱۹۹۲ کشف شد.
قدر مطلق سیارک برابر ۲۱.۴ است.